# Serca niezagasłe
Serca niezagasłe. Wspomnienia więźniarek z Ravensbrück – zbiór wspomnień byłych więźniarek obozu koncentracyjnego w Ravensbrück wydany przez Wydawnictwo MON w 1975. Część z nich ma formę wierszy.

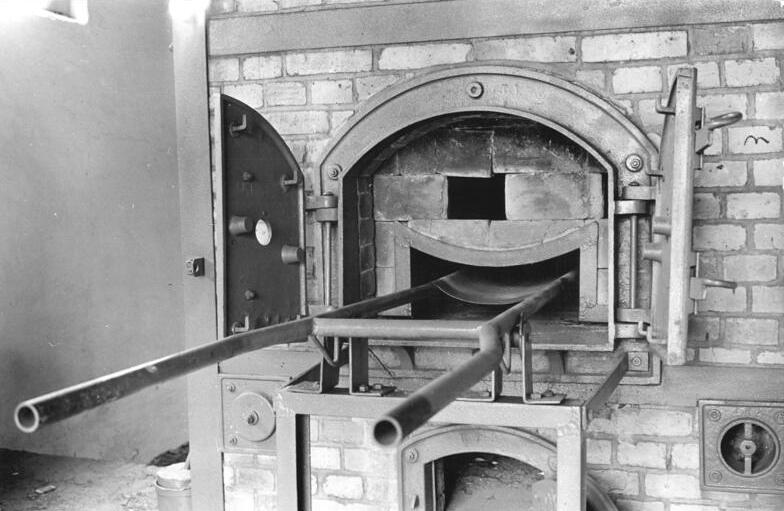
Krematorium w KL Ravensbrück

Zbiór został opracowany przez Andrzeja Gierczaka, a wstępem opatrzył go Jan Zaborowski. Swoje wspomnienia z obozu (lata 1940-1945), w 29 rozdziałach, zrelacjonowały następujące osoby: Teresa Bromowicz, Aleksandra Steuer-Walterowa, Maria Filipowicz, Wanda Gątarska, Eugenia Kocwa, Waleria Ożarowska, Maria Kogut-Piotrowska, Maria Masłowska, Stefania Piela-Wiewiórowska, Wiktoria Gliniakowa, Henryka Kołodziejczyk-Młynarska, Zofia Mączka-Patkaniowska, Leon Chrzanowski, Wanda Kiedrzyńska, Franciszka Makucowa, Stefania Czubówna, Maria Ostrowska-Wyzner, Władysława Jasnosz, Urszula Wińska, Kazimiera Chrobakowa, Walentyna Bierkowska i Maria Kogutkowa. Wspomnienia nie dotyczyły wyłącznie pobytu w obozie, ale także wydarzeń wcześniejszych - pracy w konspiracji, schwytania przez okupantów nazistowskich, śledztw, pobytu w więzieniach (np. krakowskim na Montelupich) i transportów. We wspomnieniach pojawiają się zarówno nazwiska współwięźniów, bohaterskich lekarek (np. dr Marii Kujawskiej), ofiar eksperymentów medycznych, jak również oprawców, kapo, więźniarek funkcyjnych i zbrodniczych lekarzy (np. Karla Gebhardta, Hansa Pflauma Śliwki, Gerharda Schiedlausky'ego, Herty Oberheuser czy Carmen Mory). Na końcowych stronach umieszczono zdjęcia legitymacyjne więźniarek obozu wraz z ich numerami.